# シンギダ州
シンギダ州（シンギダしゅう、スワヒリ語: Mkoa wa Singida）は、タンザニア中央部の州の1つである。州都はシンギダである。

## 他州との位置関係
北端でシニャンガ州、北東端でマニャラ州、東端でドドマ州、南東端でイリンガ州、南西端でムベヤ州、西端でタボーラ州と接している。なお、キタンギリ湖は、シニャンガ州との州境の一部を成している。

## 下位行政区画
- Iramba District
- Ikungi District
- Manyoni District
- Itigi (Distrikt) - Manyoni Districtを分割して設置
- Mkalama District
- Singida Rural
- Singida Urban District